# 十兵衛ちゃん
『十兵衛ちゃん』（じゅうべえちゃん）は、テレビ東京で放送されていたテレビアニメ。『十兵衛ちゃん -ラブリー眼帯の秘密-』（1999年4月5日 - 6月28日放送）と『十兵衛ちゃん2 -シベリア柳生の逆襲-』（2004年1月7日 - 3月31日放送）がある。
モチーフとなったのは柳生十兵衛三厳である。また作中の舞台である本剣越市は、第一期で主演を務めていた小西寛子の出身地である埼玉県川越市がモデルとなっている。

## ストーリー

### 十兵衛ちゃん -ラブリー眼帯の秘密-
今から約300年前、江戸時代初期の剣豪、柳生十兵衛は今際の際に、弟子の小田豪鯉之助に「ラブリー眼帯」を授け、2代目柳生十兵衛を探し出せと言い残して死去する。2代目の条件は――「ぽちゃぽちゃのぷりんぷりんのぼんぼーん」。
300年後の現代。2代目にいきなり指名されてしまった中学2年の少女・菜ノ花自由。彼女は「ぽちゃぽちゃのぷりんぷりんのぼんぼーん」であるため、その名を継ぐ資格があると鯉之助はいう。彼は300年間気力だけで生きながらえてきたのだ。見事認められた自由はいやいやながらも眼帯をつけたとたん、天下無双の剣の達人「十兵衛ちゃん」へと変身、柳生に代々深い恨みを持つ「竜乗寺家」からの挑戦を受けざるを得なくなったが、実は2代目柳生十兵衛の剣には秘密の力があった。

### 十兵衛ちゃん2 -シベリア柳生の逆襲-
あれから1年、念願の普通の女の子に戻り、平凡で幸せな日々を送る菜ノ花自由。しかし運命の歯車は再び回りだす。シベリアからやってきた転校生柳生フリーシャ。実は彼女は初代柳生十兵衛の忘れ形見。「自分こそが真の二代目柳生十兵衛であり、ラブリー眼帯を持つのは自分だ」との決意を持って自由に近づく。
小田豪鯉之助の子、小田豪鮎之助も現れ、更に300年前「江戸柳生」によってシベリアの地まで追いやられた「北柳生」の一族も絡み合い、柳生十兵衛になることをかたくなに拒み続ける自由は、つらい選択を余儀なくされる。

## 登場人物

### 『ラブリー眼帯の秘密』
菜ノ花自由（なのはな じゆう）
声 - 小西寛子（1期） / 堀江由衣（2期）
本作の主人公。本剣越中学校2年B組在籍。東京から転校してきた。鯉之介から二代目柳生十兵衛とされたが、本人にはまるでその気はない。天然気味でのんきな印象もあるが、家族や友人を傷つけるものは許さない強い正義感も秘めている。誰とでも打ち解けやすい親しみやすさも持つ。ラブリー眼帯を左目につけることにより無敵の剣士・二代目柳生十兵衛へ変身する。だがその姿の間は変身熱により著しく体力を消耗する。
菜ノ花 彩（なのはな さい）
声 - 藤原啓治
自由の父親。職業は小説家だが、実は有名な剣豪作家・石橋漣達のゴーストライター。妻亡き後自由を男で一つで育ててきた。風邪をひいて発熱した自由を仕事の忙しさから看病することができず、危篤に陥らせたことから、仕事よりも自由を優先するようにしている。妻を医師の誤診がもとで亡くしており、医者を信用していない。2期では自由のリクエストによりオリジナルのほんわか恋愛小説を書くことになる。だが、石橋に泣きつかれ、再び代筆した事で自身が楽しんでゴーストライターをしていた事に気付く。
小田豪鯉之介（おだごう こいのすけ）
声 - 置鮎龍太郎
初代柳生十兵衛の最後の弟子。「ぽちゃぽちゃのぷりんぷりんのぼんぼーん」という抽象的極まりない師の遺言をたよりに、二代目柳生十兵衛となるべき人物を300年間探し続けていた。当時の若い姿のままではあるが、気が抜けるとミイラ化する。剣の腕前はさっぱりである。自由が鯉之介笛を吹くと、どこからともなくやってくる。
竜乗寺四郎（りゅうじょうじ しろう）
声 - 中崎達也（1期） / 大津尋葵（2期）
本剣越中学校3年C組在籍。剣道部部長。転校初日に竹林で迷っていた自由に出会い一目惚れする。2期では本剣越高校に進学し、1年B組に在籍する。気が多く、フリーシャに一目惚れしてしまう。2期では大猿と小猿に嘆かれるほどのヘタレとなってしまった。母親は顔は似ていないが、肝の据わった看護師。
三本松番太郎（さんぼんまつ ばんたろう）
声 - 上田祐司
自由のクラスメイト。いまどき、番長を名乗る古風な男。家は「お酒造って300年」の三本松酒造。赤シャツの文字が心情に応じて変化する。転校初日に自転車で登校していた自由に一目惚れする。基本的にヘタレだが、いざという時の行動力は持っている。2期では四郎同様フリーシャに一目惚れしてしまう。
大猿（おおざる）
声 - 西村ちなみ
自由のクラスメイト。番太郎の子分。1期では番太郎と小猿とともにバンカラトリオを結成していた。2期では小猿と共に博識で頼もしい人物として活躍している。フリーシャの正体を知っても友人として彼女への態度を変えなかった。
小猿（こざる）
声 - 岩坪理江（1期） / 新子夏代（2期）
自由のクラスメイト。番太郎の子分。ツッコミが少々手厳しい。幸とは結婚を約束した仲である。2期では大猿と軽業ユニット・ウッキーモンキーを組む。
丸山翔子（まるやま しょうこ）
声 - 生駒治美
自由のクラスメイト。通称まろ。自由の前に転校してきた関西弁の少女。自由を「いけてる餡蜜屋」に連れていこうとするがなかなか果たせない。自由・幸と転校生ラブリーズを結成しようと提案する。彩に思いを寄せる。
遠山 幸（とおやま さち）
声 - 鈴木真仁
自由のクラスメイト。自由の前に転校してきた糸目の少女。大人びた口調で話すが、翔子に「さっちん」と呼ばれると「さっちんじゃねえ」と返すのがお約束。小猿と結婚を前提に交際している。
白幡多丸乙女（しらはたまる おとめ）
声 - 齋藤彩夏
白幡多丸女子中学校の生徒。叔母が学校の理事長をしている。四郎にあこがれており、いつも様子を気にしている。なお、白幡多丸女子中学校には「サルと付き合ってはいけない」という校則がある。
大蝶（だいちょう）
声 - 西村ちなみ
白幡多丸女子中学校の生徒。乙女の取り巻き。
小蝶（こちょう）
声 - 岩坪理江
白幡多丸女子中学校の生徒。乙女の取り巻き。大猿の彼女。
隣の席のヤツ
声 - 内藤玲
四郎のクラスメイトで隣に座っている。速記を習っている。
竜乗寺ハジメ（りゅうじょうじ ハジメ）
声 - 中崎達也（1期） / 大津尋葵（2期）
竜乗寺家の当主。四郎の双子の兄弟。竜乗寺家を再興し世界を剣で支配する野望を持つ。実は彼こそが本来の「竜乗寺四郎」である。幼い頃にハジメと互いの立場を入れ替えていた。
尾崎幸四郎（おざき こうしろう）
声 - 高橋広司
竜乗寺家の刺客。自由の転校初日のクラス担任教師である。自由に敗れた後、歌手を目指している。
針生鉄斎（はりう てっさい）
声 - 柏倉つとむ
竜乗寺家の刺客。自由の転校2日目のクラス担任教師である。頭のちょんまげは着脱可能。
神崎右五郎（かんざき うごろう）
声 - 江原正士
竜乗寺家の刺客。左乃与の兄。自由の転校3日目のクラス担任教師である。担当は現代国語。
神崎左乃与（かんざき さのよ）
声 - 江原正士
竜乗寺家の刺客。右五郎の弟。自由の転校3日目のクラス担任教師である。担当は英語。
天地無用之介（てんち むようのすけ）
声 - 柏倉つとむ
竜乗寺家の刺客。言動がいろいろなマンガやアニメの影響を受けている。落書きのような外見だが強い。
津村天領（つむら てんりょう）
声 - 一条和矢
竜乗寺家の刺客。御影の夫。42歳。御影からミックの愛称で呼ばれている。ポルトガル語とフィンランド語ができる。遠山幸が好みのタイプ。2期では馬越林業で働いている。
津村御影（つむら みかげ）
声 - 安原麗子
竜乗寺家の刺客。天領の妻。29歳。天領からフランソワーズの愛称で呼ばれている。二代目柳生十兵衛の秘密を探るため、出版社の編集者のふりをして菜ノ花家に入り込む。自由の母・真琴に瓜二つだったため、彩から思いを寄せられることになる。2期ではオリジナル小説を書くことになった彩の担当編集者となり、彩と自由を手伝うため菜ノ花家へ泊り込む。
大隈甚左（おおくま じんざ）
声 - 長島雄一
竜乗寺家の刺客。甚左一派十人衆を引き連れ自由に勝負を挑む。人が良いのか自由の疑問にいろいろ答えてくれる。
服部真子次郎（はっとり まこじろう）
声 - 一条和矢
竜乗寺家の刺客。ネズミのキャラクターの姿をしている。
石橋漣達（いしばし れんたつ）
声 - 松山鷹志
人気時代劇作家。現在はもう作品を書く力は無く、彩に執筆を頼っている。
堤柾鉦（つつみ まさかね）
声 - 松山鷹志
本剣越中学校の美術教師。神崎兄弟が去った後、自由のクラスの担任になる。
竜乗寺亜門（りゅうじょうじ あもん）
声 - 高橋広司
四郎、ハジメの父親。竜乗寺家の宿命に逆らい分家となる。
竜乗寺太鼓太夫（りゅうじょうじ たいこだゆう）
声 - 松山鷹志
300年前に初代十兵衛に敗れた竜乗寺醍醐の亡霊。竜乗寺真影流の再興を目論み、竜乗寺家を影から支配する。
ダーク・四郎（ダーク しろう）
声 - 松山鷹志
四郎に太鼓太夫が乗り移った姿。命名は番太郎。
初代柳生十兵衛（しょだい やぎゅう じゅうべえ）
声 - 小倉久寛
300年前の天下無双の剣豪。鯉之介に柳生新陰流の後継者の探索とラブリー眼帯を託す。

### 『シベリア柳生の逆襲』からの登場人物
柳生フリーシャ（やぎゅう フリーシャ）
声 - 中山恵里奈
初代柳生十兵衛の実の娘。ロシア生まれ。母の名前はトゥルーシャ。300年前に初代十兵衛と喜多烈斎の戦いに巻き込まれ、氷の中に閉じ込められてしまい現代に蘇る。二代目柳生十兵衛の名とラブリー眼帯を自由より取り戻すため本剣越中学校に転校してくる。自由の持つ赤いハート型のラブリー眼帯に対し、フリーシャの持つニエナスターヤーシャ眼帯は青いスペード型である。
小田豪鮎之介（おだごう あゆのすけ）
声 - 齋藤彩夏
鯉之介の娘。300年間父の帰りを待っていた。鯉之介に代わりラブリー眼帯を持ち自由の前に現れる。しかしながら自由はあくまでも二代目十兵衛となることを拒絶する。父同様鯉之介笛の音が聞こえるようである。
喜多歩郎（きたふろう）
声 - 前田剛
シベリア柳生の一人。本名は柳生喜多郎（やぎゅう きたろう）。生まれながらの隻眼。父・喜多烈斎を初代十兵衛に討たれたと思い、自由を敵と付け狙う。最終回のEDで郵便局に就職したと思われる姿が描かれている。
柳生喜多烈斎（やぎゅう きたれつさい）
声 - 竹内力
喜多歩郎の父。北柳生の当主。柳生但馬守の命による江戸柳生の襲撃に遭い、シベリアまで逃げのびる。秘剣"ウリキ・スペツァーリナヤチェーフニカ"を操る。
ヤング柳生十兵衛（ヤング やぎゅう じゅうべえ）
声 - 目黒祐樹 / 少年期 - 三瓶由布子
若きころの柳生十兵衛三厳（やぎゅう じゅうべえ みつよし）。但馬守の命を受け北柳生絶滅のためシベリアに渡るが、そこでトゥルーシャと結婚しフリーシャをもうける。
柳生但馬守（やぎゅうたじまのかみ）/ 柳生宗矩（やぎゅう むねのり）
声 - 大平透
柳生十兵衛三厳の父。江戸柳生の当主。流派の地位を守るため、北柳生をシベリアの地へ追いやった。
右太衛門様
声 - ユーリ・ノルシュテイン
1期からエンドカードなどで登場しているが、声が付いたのは2期からである。
ホワイトタイガー仁佐衛門
声 - 矢部雅史
シベリア柳生の一人。本名は堀田仁左衛門。自分たちをシベリアに追いやった江戸柳生を憎んでいたが、自由十兵衛に斬られ北柳生の怨念より解き放たれた。
ムッシュ・タカハシ
声 - 川鍋雅樹
シベリア柳生の一人。
白戸屋バッテン
声 - 澤田博幸
シベリア柳生の一人。
ハム土三平
声 - 下崎紘史
シベリア柳生の一人。
下平辰平
声 - 竹本英史
シベリア柳生の一人。
しずくん
声 - 東野佑美
シベリア柳生の一人。姿はCG。
婦人警視正ナヅカ
声 - 名塚佳織
自由を守るため、自由の家の前にたむろしているバンカラトリオ＋四郎を逮捕した女性警官。

## スタッフ
（ ）括弧内に説明がないスタッフは第1期・第2期共通。
- 原作 - 大地丙太郎、マッドハウス（第1期）
- 総監督 - 大地丙太郎（第1期）
- 監督 - 桜井弘明（第1期）、大地丙太郎（第2期）
- チーフディレクター - 長濱博史（第2期）
- キャラクター原案 - むっちりむうにい
- キャラクターデザイン - 吉松孝博（第1期）、馬越嘉彦（第2期）
- 美術監督 - 金子英俊
- 撮影監督 - 山口仁（第1期）、尾崎隆晴（第2期）
- 音楽 - 増田俊郎
- 音響監督 - 田中一也、堀江由衣（第2期10話・じいさん先生パート）
- プロデューサー - 池口和彦（第1期）、丸山正雄（第1期）、中西豪（第2期）、諸澤昌男（第2期）、笠井信児（第2期）
- アニメーションプロデューサー - 小池経利（第1期）、諸澤昌男（第1期）
- アニメーション制作 - マッドハウス
- 製作 - 第1期：バンダイビジュアル / 第2期：J2製作委員会

## 主題歌
『ラブリー眼帯の秘密』
エンディングテーマ「Forever」
作詞 - 亜伊林 / 作曲 - 都倉俊一 / 歌 - 1999少女隊
『シベリア柳生の逆襲』
エンディングテーマ「心晴れて 夜も明けて」
作詞・作曲 - 岡崎律子 / 編曲 - 増田俊郎 / 歌 - 堀江由衣
挿入歌「凪 〜Peace of Mind〜」
作詞・作曲・歌 - 岡崎律子 / 編曲 - 増田俊郎
音楽のレーベルが第1期と第2期で異なるためBGMの流用等は行われていない。

## 各話リスト
| 話数                 | サブタイトル               | 脚本                 | 絵コンテ                                       | 演出                 | 作画監督                                     | 放送日               | 収録VHS              |
| -ラブリー眼帯の秘密- | -ラブリー眼帯の秘密-       | -ラブリー眼帯の秘密- | -ラブリー眼帯の秘密-                           | -ラブリー眼帯の秘密- | -ラブリー眼帯の秘密-                         | -ラブリー眼帯の秘密- | -ラブリー眼帯の秘密- |
| -------------------- | -------------------------- | -------------------- | ---------------------------------------------- | -------------------- | -------------------------------------------- | -------------------- | -------------------- |
| 1                    | 二代目柳生十兵衛誕生       | 大地丙太郎           | 大地丙太郎                                     | 宮崎なぎさ           | 吉松孝博                                     | 1999年 4月5日        | 第一巻               |
| 2                    | 汝の敵に惚れていた         | 大地丙太郎           | 桜井弘明                                       | 和田高明             | 松本好弘                                     | 4月12日              | 第二巻               |
| 3                    | 男心が揺れていた           | 大地丙太郎           | 佐藤竜雄                                       | 高田淳               | 青野厚司                                     | 4月19日              | 第二巻               |
| 4                    | 後には戻れぬ道だった       | 大地丙太郎           | 大橋誉志光                                     | 大橋誉志光           | 岡田正和                                     | 4月26日              | 第二巻               |
| 5                    | 敵が思い出つれて来た       | 大地丙太郎           | 大地丙太郎                                     | ながはまのりひこ     | 松本好弘                                     | 5月3日               | 第三巻               |
| 6                    | 昨日の味方が敵だった       | 大地丙太郎           | もりやまゆうじ                                 | 福本潔               | 加藤やすひさ                                 | 5月10日              | 第三巻               |
| 7                    | 知らずに極意を掴んでた     | 大地丙太郎           | 音地正行                                       | 村田雅彦             | 菅野利之                                     | 5月17日              | 第三巻               |
| 8                    | 頭にこんなの添えていた     | 大地丙太郎           | 大地丙太郎 大橋誉志光                          | ながはまのりひこ     | 松本好弘 山沢実                              | 5月24日              | 第四巻               |
| 9                    | 恋の予感の父だった         | 大地丙太郎           | 小島正幸                                       | 長濱博史             | 市川敬三                                     | 5月31日              | 第四巻               |
| 10                   | 努力のしどころ、ここだった | 大地丙太郎           | 大橋誉志光                                     | 大橋誉志光           | 小池健                                       | 6月7日               | 第四巻               |
| 11                   | ところが道が曲がってた     | 大地丙太郎           | 井硲清高                                       | ながはまのりひこ     | 菅野利之 松本好弘 小池健                     | 6月14日              | 第五巻               |
| 12                   | 知らない娘に出会ってた     | 大地丙太郎           | 佐藤竜雄                                       | 長濱博史             | 田崎聡 菅野利之 大橋誉志光                   | 6月21日              | 第五巻               |
| 13                   | 夜が明けたら朝が来た       | 大地丙太郎           | 大地丙太郎                                     | 宮崎なぎさ           | 吉松孝博                                     | 6月28日              | 第五巻               |
| -シベリア柳生の逆襲- |                            |                      |                                                |                      |                                              |                      |                      |
| 1                    | 地球のどこかが溶けていた   | 大地丙太郎           | 大地丙太郎                                     | 宮下新平             | 馬越嘉彦                                     | 2004年 1月7日        | 第壱巻               |
| 2                    | 偶然運命やって来た         | 大地丙太郎           | 錦織敦史 小金井太郎                            | 今泉賢一             | 今泉賢一                                     | 1月14日              | 第壱巻               |
| 3                    | いらない物を捨てていた     | 大地丙太郎           | 宮下新平                                       | 宮下新平             | 西位輝実                                     | 1月21日              | 第壱巻               |
| 4                    | ずっと帰らぬ父だった       | 大地丙太郎           | 林宏樹                                         | そーとめこういちろう | 田中将賀                                     | 1月28日              | 第弐巻               |
| 5                    | にせモノ家族でなごんでた   | 大地丙太郎           | 後藤圭二                                       | 橋本昌和             | 後藤潤二                                     | 2月4日               | 第弐巻               |
| 6                    | 昨日の友が敵だった         | 大地丙太郎           | 大地丙太郎 長濱博史 佐山聖子 横山彰利 宮下新平 | そーとめこういちろう | 田中将賀 日向正樹 荒尾英幸                   | 2月11日              | 第弐巻               |
| 7                    | 斬られて落ちて消えていた   | 大地丙太郎           | 板垣伸                                         | 板垣伸               | 西位輝実                                     | 2月18日              | 第参巻               |
| 8                    | 負けてほほ笑み浮んでた     | 大地丙太郎           | 宮下新平 佐山聖子 長峯達也 今泉賢一 長濱博史   | 今泉賢一             | 今泉賢一                                     | 2月25日              | 第参巻               |
| 9                    | いつか交えた剣だった       | 大地丙太郎           | 佐藤竜雄                                       | 真野玲               | 馬越嘉彦 西位輝実 香川久 安彦英二 權允姫     | 3月3日               | 第参巻               |
| 10                   | あの日のワタシに戻ってた   | 大地丙太郎           | 佐山聖子 宮下新平 長峯達也                     | そーとめこういちろう | 田中将賀                                     | 3月10日              | 第四巻               |
| 11                   | 真路を決めるときだった     | 大地丙太郎           | 宮下新平                                       | 宮下新平             | 吉松孝博 西位輝実                            | 3月17日              | 第四巻               |
| 12                   | ココロが留守なだけだった   | 大地丙太郎           | 長濱博史 平松禎史                              | そーとめこういちろう | 田中将賀 馬越嘉彦 吉松孝博 西位輝実 西尾公伯 | 3月24日              | 第四巻               |
| 13                   | スペードハートでマルだった | 大地丙太郎           | 大地丙太郎                                     | 宮下新平             | 馬越嘉彦                                     | 3月31日              | 第四巻               |